# 天樽增七
雙子座56，又名BD+20 1775，HD 57423、SAO 79328、HR 2795，是雙子座的一颗恒星，视星等为5.1，位于銀經197.63，銀緯15.66，其B1900.0坐标为赤經7h 16m 2.8s，赤緯+20° 15.66′ 57″。